# Departamento de Alta Verapaz
Alta Verapaz, oficialmente el Departamento de Alta Verapaz, es uno de los veintidós departamentos que conforman Guatemala, ubicado a aproximadamente 200 km de la Ciudad de Guatemala. Limita al norte con Petén; al este con Izabal; al sur con Zacapa, El Progreso y Baja Verapaz; y al oeste con El Quiché. Su cabecera y ciudad más poblada es Cobán. Es el tercer departamento más poblado de Guatemala, con 1 328 668 habitantes.  
Es uno de los departamentos con mayor riqueza natural. Entre sus maravillas destacan las piscinas naturales de Semuc Champey en el río Cahabón descubiertas por el famoso escritor guatemalteco Francisco Oswaldo Reyes Narciso; las cuevas de Candelaria, el Rey Marcos y Lanquín; y sus bosques húmedos.

En su patrimonio histórico-artístico, destacan los 64 enclaves arqueológicos correspondientes al período maya y algunos edificios religiosos singulares del período colonial, sobre todo en Cobán, San Juan Chamelco y San Pedro Carchá.

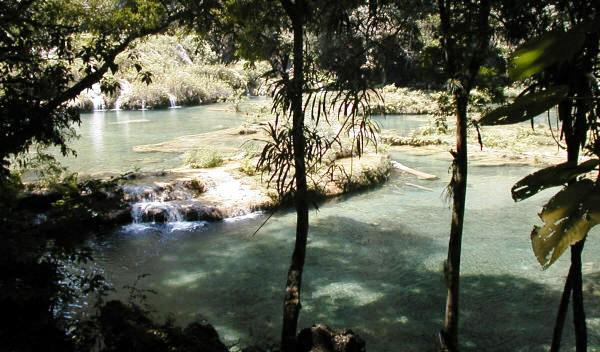
Semuc Champey, Alta Verapaz, Guatemala.

Tanto su nombre como el del departamento de Baja Verapaz hacen alusión a la verdadera paz con la que estos territorios fueron incorporados a la Corona de Castilla y evangelizados sin que mediaran acciones militares (gracias a la intervención del dominico Bartolomé de las Casas), después de que los nativos ofrecieran en primera instancia una feroz resistencia frente a las tropas conquistadoras.
Además del castellano, en la región se hablan el q'eqchí, el Idioma poq'omchí y el achí.

## Etimología
El nombre náhuatl dado a esta región era Tezulutlán, investigaciones recientes proponen que su ortografía original es Tezollintlán y significa "Lugar de la codorniz divina", derivándolo de «Teo» "divino", «zollin» "codorniz" y «tlán» "entre", pero también "lugar", a veces mal escrito como «Tuzulutrán», «Tezulutlán» o «Tesulutlán», y al parecer el vocablo "Tezulutlán" solo se refería a la región de Cobán (en yucateco, la palabra «koban» significa codorniz) y la Franja Transversal adyacente, y a pesar de que algunos autores enfatizan que se trata de un vocablo para denominar a la región como "Tierra de Guerra", tal interpretación no tiene base lingüística alguna al no poder traducirse en náhuatl como "Tierra de Guerra", sino que simplemente fue llamado así por los españoles debido a la resistencia que los nativos dieron ante la presencia española en la misma; en contraposición a esta circunstancia, fue llamada «Verapaz» por los españoles, ya que la unión de la zona a España se logró por medios pacíficos gracias a fray Bartolomé de las Casas, O.P. en el siglo xvi. 

## Historia

### Orígenes
La región de la Franja del Polochic fue gobernada durante el Postclásico tardío por el linaje Tucurub' («Tucurub'» significa "los tecolotes"), por lo que esta zona fue llamada  «Tecolotlán» por los aliados mexicanos de los españoles.
El departamento de Baja Verapaz propiamente dicho se formó durante el gobierno del general Justo Rufino Barrios; anteriormente, era parte del vasto departamento de Verapaz, el cual se extendía desde San Jerónimo en la moderna Baja Verapaz hasta la selva petenera.

### Inmigración alemana
| En la Alta Verapaz a fines del siglo xix los finqueros alemanes llegaron a concentrar en sus manos las tres cuartas partes de la extensión total de los 8686 kilómetros cuadrados que tenía el territorio departamental. En este departamento llegó a tal grado la apropiación de tierras y hombres por los empresarios agrarios alemanes, que un jefe político constató que los campesinos desaparecían de sus pueblos de la noche a la mañana, huyendo de los finqueros. —Julio Castellanos Cambranes |

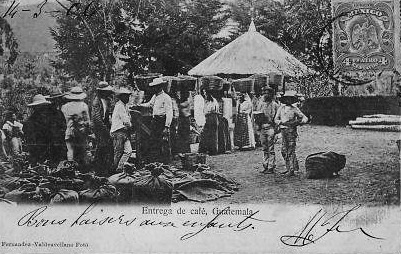
Entrega del café en una finca de alemanes.

En la segunda mitad del siglo xix, el presidente Justo Rufino Barrios (1835-1885) comenzó la adjudicación de tierras de la Verapaz a agricultores alemanes.; los alemanes establecieron una colonia en Alta Verapaz gracias a generosas concesiones otorgadas también por los presidentes liberales Manuel Lisandro Barillas Bercián, José María Reyna Barrios y Manuel Estrada Cabrera. La inmigración alemana en Guatemala empezó con Rodolfo Dieseldorff, en 1863; tras él vinieron grupos de inmigrantes alemanes eran en su mayoría jóvenes que aprendieron el idioma Q'eqchi, y varios de ellos se mezclaron con algunas mujeres indígenas. En Cobán, se centró una gran comunidad de alemanes que llegaron a dominar las tierras del cultivo del café, donde a sus trabajadores pagaban con monedas acuñadas por cada propietario, además que sólo podían comprar en la despensa de la finca, con lo cual el patrono obtenía una segura ganancia extra.
El Decreto 170 (o Decreto de Redención de Censos) facilitó la expropiación de las tierras a los indígenas en favor de los alemanes, al propiciar la venta en pública subasta de las tierras comunales.  Desde esta época, la principal actividad económica fue la agroexportadora, especialmente de café, banano y cardamomo.  La propiedad comunal, dedicada a cultivos de subsistencia y que había sido conservada por el gobierno del general Rafael Carrera, se convirtió en propiedad privada dirigida al cultivo y comercialización a gran escala de productos agrarios. Por tanto, las características fundamentales del sistema productivo, fueron desde esa época la acumulación de la propiedad en pocas manos, y una especie de «servidumbre de finca», basada en la explotación de los «mozos colonos» legalizado con el Reglamento de Jornaleros.
Los alemanes se organizaron en una comunidad muy unida y solidaria, realizando actividades sociales en el Club Alemán o Deutsche Verein, en Cobán, fundado en 1888. En sus inicios, este grupo solo estaba compuesto por socios germanos. El lugar fue remodelado y equipado para dar un ambiente agradable, donde los alemanes se sintieran como en su país. Contaba con una biblioteca, con libros y revistas donados por quienes viajaban a Alemania. Tras la expulsión de los alemanes durante la Segunda Guerra Mundial el club se convirtió en la Sociedad de Beneficencia.
A finales de la década de 1890, la esposa del arqueólogo inglés Maudslay describió así a los alemanes en la Verapaz: «Existe una proporción mucho mayor de extranjeros en Cobán que en cualquier otro pueblo de la República: la inmensa mayoría son alemanes dedicados a las plantaciones de café, y unos cuantos dedicados a la ganadería y a otras industrias; aun cuando se escuchan algunas quejas por el aislamiento por los problemas con los trabajadores y el mantenimiento de las casas, me parece que son muy afortunados desde el punto de vista comercial dada la gran reputación que tiene el café de la Verapaz en el mercado, y la gran importancia comercial que su industria y visión han traído a la región; y, desde el punto de vista personal, son afortunados de disfrutar de un clima delicioso en el que pueden criar a sus hijos de mejillas sonrosadas con salud y fortaleza, todo en los confines de una vida que es medio tropical y medio europea. Hay muy pocos hoteles o fondas, pero la hospitalidad de los extranjeros residentes es magnífica.»
Dieseldorff formó un complejo de haciendas a lo largo de tres periodos: entre 1890 y 1898 adquirió las haciendas Seacté, Chiachal, Chascar, Secac-Ulpan, Santa Margarita, Paijá, Panzal y El Salto; entre 1898 y 1910 se hizo de las haciendas Raxpec, Santa Cecilia, Cubilgüitz, Chamcarel y Sacchicagua de Secol, San Diego-Yalpemech, Chichochoc, Chichaíc de Santa Margarita, Pocolá y Río Frío; y, después de 1924, adquirió las haciendas Sachamach, Tzimajil, Raxahá y Chiquixjí. Al mismo tiempo, Dieseldorff se fue haciendo de muchas parcelas indígenas y, para utilizar al máximo las instalaciones de su beneficio de café e incrementar el volumen de sus exportaciones, compraba café en cereza a los pequeños productores de la región de San Pedro Carchá mediante habilitaciones o adelantos de dinero, y también recibía café en pergamino de otros cafetaleros como Sterkel Hermanos, para procesarlo en oro.
Para 1900, Dieseldorff ya había establecido un verdadero emporio del café en la Verapaz. Asimismo, se convirtió en un influyente directivo de la Compañía de Transporte del Norte, de la Sociedad Agrícola y de la Compañía del Ferrocarril de la Verapaz. Al mismo tiempo, continuó haciendo diferentes estudios sobre arqueología maya, etnología y botánica, mostrando especial interés en coleccionar manuscritos históricos k'eqchie's, que fue una de las actividades científicas que lo distinguió. El «barón del café» -como se le apodaba a Dieseldorff- fue un hombre que influyó de manera beligerante en la política regional y nacional, incluso llegó a definir algunas de las políticas de trabajo y reorganización del agro guatemalteco.
A partir de 1990, Max Quirín Schöder había destacado en el mundo empresarial cafetalero; sus negocios y fincas se concentran en la Empresa Comercial Agrícola, S.A. (ECOAGRO) con sede en Cobán.  En Alta Verapaz se localizan la mayor parte de sus plantaciones cafetaleras, herencia del potentado cafetalero alemán, Erwin Paul Dieseldorff. quien constituyó un emporio del aromático a finales del siglo xix. Bisnieto de Dieseldorff, Quirín Schöder también heredó la representación empresarial ante las asociaciones y cámaras agrícolas (CACIF) construida por su padre Fredy Quirín Dieseldorff, quien durante las décadas de 1970 y 1980 dirigió en varias ocasiones la Cámara del Agro y la desaparecida Unión Nacional Agropecuaria (UNAGRO) como representante de la Asociación Nacional de Ganaderos del Norte.

### Franja Transversal del Norte
La Franja Transversal del Norte fue creada oficialmente durante el gobierno del general Carlos Arana Osorio en 1970, mediante el Decreto 60-70 en el Congreso de la República, para el establecimiento de desarrollo agrario. Las Zonas de Desarrollo Agrario estaban comprendidas dentro de los municipios: Santa Ana Huista, San Antonio Huista, Nentón, Jacaltenango, San Mateo Ixcatán, y Santa Cruz Barillas en Huehuetenango; Chajul y San Miguel Uspantán en el Quiché; Cobán, Chisec, San Pedro Carchá, Lanquín, Senahú, Cahabón y Chahal, en Alta Verapaz y la totalidad del departamento de Izabal.
A mediados de la década de 1970, se descubrió petróleo en la zona y altos oficiales guatemaltecos —incluyendo los expresidentes Fernando Romeo Lucas García y Kjell Eugenio Laugerud García— se convirtieron entonces en grandes terratenientes e inversionistas aprovechando las políticas de traslado de campesinos, acceso a información privilegiada, ampliación del crédito público y grandes proyectos de desarrollo; de hecho, la oficialidad guatemalteca formó el Banco del Ejército, y diversificó sus fondos de pensión.  Pero la presencia del Ejército Guerrillero de los Pobres en el departamento de Quiché, especialmente en la región petrolera de Ixcán, hizo que la guerra civil se recrudeciera en el área y los proyectos no se llevaran a cabo.  La región quedó en un parcial abandono hasta 2008, que se inició la construcción de la carretera en la franja.

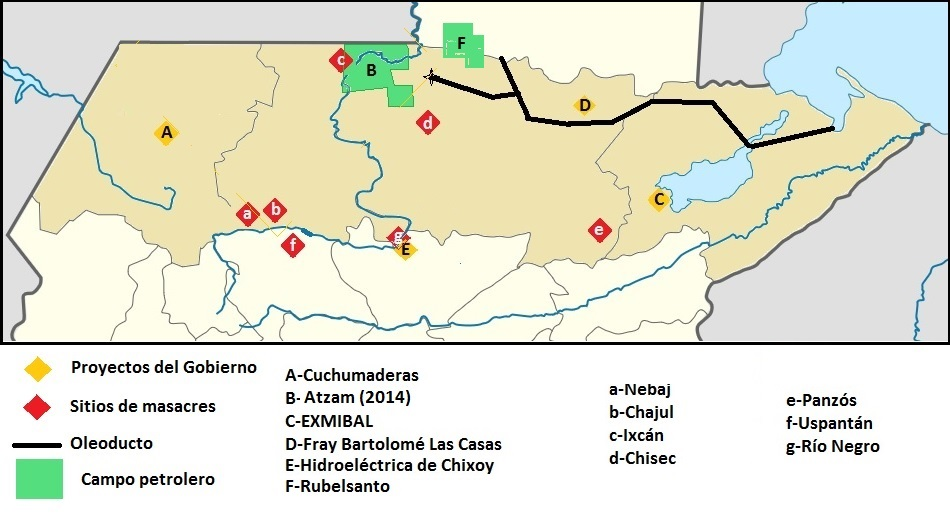
Ubicación de proyectos gubernamentales y de masacres en el área de la Franja Transversal del Norte. Obsérvese el campo petrolero de Atzam que se encuentra operativo en Ixcán.

### Cultivo de palma africana

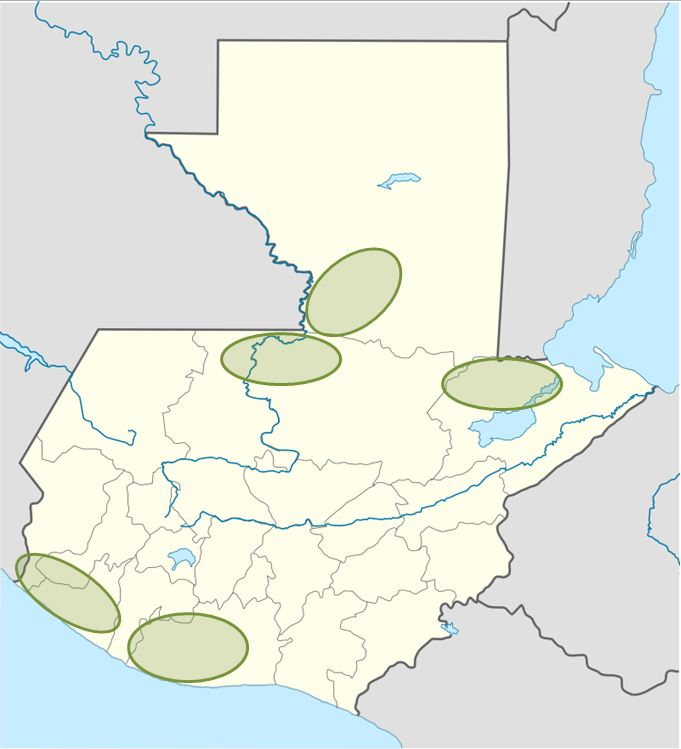
Áreas de cultivo de palma africana en Guatemala en 2014.

Satisfacer la demanda de aceites y grasas comestibles del mercado interno y parte del mercado externo ayuda a explicar por qué el aceite de palma ganó terreno desplazando otros aceites, lo que ha conducido al surgimiento de nuevas empresas asociadas a grandes capitales, en una nueva fase inversionista que se observa particularmente en los territorios que conforman la Franja Transversal del Norte. Convertirse en uno de los principales países agroexportadores de aceite de palma es el objetivo que ha motivado que las empresas palmeras se hayan enfrascado en una etapa de creciente producción, pese a la tendencia decreciente del precio internacional de ese aceite. El área de mayor dinamismo se observa en los municipios de Chisec y Cobán, Alta Verapaz; Ixcán, Quiché, y Sayaxché, Petén, donde opera Palmas del Ixcán, S.A. (PALIX), con plantaciones propias y productores independientes. Algo parecido ocurre en los municipios de Fray Bartolomé de Las Casas y Chahal, Alta Verapaz; El Estor y Livingston, Izabal; y San Luis (Petén), Petén, donde la empresa Naturaceites se ha posicionado.
La lógica para introducir la palma africana proviene de la sustitución gradual de las plantaciones de algodón en la zona. ltivo del algodón. A partir de la década de 1990 uno de los principales productores de algodón de Guatemala, la familia Molina Espinoza, comenzó a reconvertir zonas algodoneras y ganaderas de su propiedad, en plantaciones de palma africana. Con la destrucción de plantaciones bananeras en Izaba  debido a huracanes, otros grupos empresariales como Agroamérica, de la familia Bolaños Valle, y Naturaceites -antes INDESA-, de la familia Maegli-Müeller, sustituyeron parte del cultivo de banano por el de palma africana. Los inversionistas en palma africana ampliaron sus plantaciones desde la costa sur hacia el norte del país, adquiriendo tierras en la Franja Transversal del Norte y Petén; para 2014 se estimó que el área sembrada de palma africana tenía una extensión de ciento treinta mil hectáreas.  El proyecto se fundó exclusivamente para la producción de agrodiésel de palma, el cual se vendería como materia prima bajo contrato a Green Earth Fuels (GEF) para su procesamiento y posterior transformación en plantas en los Estados Unidos.
La empresa Green Earth Fuels se caracteriza por ser una productora de agrocombustibles de materias primas agrícolas diferentes; originalemtne, en la empresa PALIX los únicos socios eran GEF (99.999%) y el empresario guatemalteco José Miguel Enrique Arriola Fuxet (0.001%) con un capital inicial de US$29.4 millones. Pero en 2010 Arriola Fuxet se retiró como socio quedando la empresa completamente en manos de estadounidenses. El proyecto se perfilaba como una mega inversión en agrodiésel de palma, que aprovecharía las ventajas que le representaba el asfaltado de la carretera de la FTN, que estaba en marcha desde el gobierno de Óscar Berger Perdomo y que la conectaría con el puerto de Santo Tomás de Castilla.  Pero la caída de los precios del aceite de palma y la prohibición en Estados Unidos del uso de aceite de palma para la producción de agrodiésel -debido a la presión de los productores de maíz de ese país- condujeron a que GEF se retirara del proyecto.
Tras el retiro de GEF PALIX pasó a ser parte del grupo Tecún de la familia Maegli-Müeller, quienes también poseen la empresa Naturaceites que tiene plantaciones de palma africana en Fray Bartolomé de las Casas y Chahal en Alta verapaz, en Livingston y El Estor, Izabal y en San Luis, Petén. En 2014, en la frontera entre Guatemala y México delimitada por el río Salinas, PALIX tiene sus una de sus plantaciones en la comunidad de La Soledad; en el área de Ixcán hay productores independientes de palma en la región bordeada por el río Chixoy y la frontera con México, en donde se encuentran las comunidades de Vista Hermosa, Providencia, Santa Cruz y Las Flores; finalmente, en el área petrolera de Rubelsanto - por donde pasa la carretera de la FTN- alberga a pequeños productores independientes y se encuentran las grandes plantaciones de PALIX y de otras empresas asociadas.  Existen denuncias por contaminación en el río El Jute que pasa por la finca Chiriviscal en la carretera de la FTN.

## División política
Alta Verapaz está dividida en 17 municipios:
| 1. Cobán 2. San Pedro Carchá 3. San Juan Chamelco 4. San Cristóbal Verapaz 5. Tactic 6. Tucuru 7. Tamahú 8. Panzós 9. Senahú 10. Cahabón 11. Lanquín 12. Chahal 13. Fray Bartolomé de las Casas 14. Chisec 15. Santa Cruz Verapaz 16. Santa Catalina La Tinta 17. Raxruhá |

## Demografía

### El mundo q'eqchi' de la Verapaz
El monolingüismo es la principal característica de sus pobladores, que durante años lograron que los foráneos utilizaran el q'eqchi' como una lengua franca. Los q'eqchi'es de hoy conservan sus prácticas y creencias mágicas. Las expresiones como las danzas de Venados, de Cortés o de los Viejitos, destacan en muchas de las poblaciones. La marimba de resonadores de bambú, los conjuntos de chirimía y tambor o con pito; pero sobre todo el conjunto de arpa, violín y guitarra, nos recuerda el proceso de conquista y de adopción instrumental moro-europeo. La culinaria q'eqchi' ha logrado un espacio en el escenario nacional. La sopa de kaq'ik, elaborada con chile rojo y achiote que se acompaña de carne de chompipe y tamalitos de maíz, es codiciada en el área y fuera de su esfera.

### Los pueblos poqomchi'es
Está comprendido por los poblados de San Cristóbal Verapaz, Santa Cruz, Tactic, Tamahú y parte de Tucurú, en Alta Verapaz. Hay población poqomchi' en Purulhá, Baja Verapaz y una parte de San Miguel Uspantán en el departamento de Quiché. Actualmente hay aproximadamente 94,714 hablantes.
Hasta hace algunos años, todos los lingüistas afirmaban que el poqomchi' era uno de los idiomas mayas que más conservaba su forma primitiva. Según Erick Thompson, los mayas poqom probablemente fueron quienes dominaron el centro de Guatemala 2000 años antes de la época formativa de Kaminaljuyú.
Durante la época postclásica, los maya poqom se refugiaron y se desarrollaron creando centros ceremoniales y ciudadelas (recinto fortificado en el interior de una ciudad) que hoy llevan los nombres de Mogote, Choloxcoc, Panprisión, Kajyup y Chuitinamit o Tzaq Poqoma. La ciudad de Kajyup se encuentra cerca del actual poblado de Rabinal, «es el lugar primitivo de los pueblos poqomchi'es de Tactic, Tucurú, Tamahú y del pueblo poqomam de Chinautla». Chuitinamit, está situado cerca de Rabinal. Se cree que es el lugar primitivo de San Cristóbal.

### Pobreza
El departamento de Alta Verapaz es el más pobre en Guatemala, con 83.1% de sus habitantes viviendo en situación de pobreza y 53.6% viviendo en situación de pobreza extrema, según datos del PNUD 2014.

### Ciudades por población
La ciudad más poblada sigue siendo la cabecera departamental (Cobán), pero también hay otras ciudades que han experimentado un crecimiento muy acelerado y han aumentado el comercio interior y exterior de sus municipios.

## Religión
| Religión en Alta Verapaz (2020) | Religión en Alta Verapaz (2020) | Religión en Alta Verapaz (2020) | Religión en Alta Verapaz (2020) | Religión en Alta Verapaz (2020) |
| ------------------------------- | ------------------------------- | ------------------------------- | ------------------------------- | ------------------------------- |
| Religión                        | Religión                        |                                 | Porcentaje                      | Porcentaje                      |
| Católicos                       | Católicos                       |                                 | 45.6 %                          | 45.6 %                          |
| Protestantes y Evangélicos      | Protestantes y Evangélicos      |                                 | 42.2 %                          | 42.2 %                          |
| Sin Religión                    | Sin Religión                    |                                 | 11.1 %                          | 11.1 %                          |
| Otras religiones                | Otras religiones                |                                 | 1.1 %                           | 1.1 %                           |

La religión en Alta Verapaz  hay 2 religiones que se practican mucho entre ellas están el Catolicismo y el Protestantismo. Según datos de Latinobarometro en 2020 .  45,6% es Católico , 42,2% es Evangélico , 11.1 % No Religioso y el 1.1% otros.

## Población
Población de Alta Verapaz según municipio
| N.º | Municipio                   | Población (2018) |
| --- | --------------------------- | ---------------- |
| 1   | San Pedro Carchá            | 235,275          |
| 2   | Cobán                       | 212,421          |
| 3   | Senahú                      | 91,974           |
| 4   | Chisec                      | 84,553           |
| 5   | Panzós                      | 71,846           |
| 6   | San Cristóbal Verapaz       | 68,819           |
| 7   | Fray Bartolomé de las Casas | 66,141           |
| 8   | Santa María Cahabón         | 64,911           |
| 9   | San Juan Chamelco           | 57,456           |
| 10  | Chahal                      | 45,103           |
| 11  | Tucurú                      | 43,473           |
| 12  | La Tinta                    | 40,516           |
| 13  | Tactic                      | 38,052           |
| 14  | Raxruhá                     | 36,832           |
| 15  | Santa Cruz Verapaz          | 32,042           |
| 16  | Lanquín                     | 24,099           |
| 17  | Tamahú                      | 19,984           |
| -   | Alta Verapaz                | 1,215,038        |

## Desarrollo
El informe de desarrollo humano publicado en 2022 , La celeridad del cambio, una mirada territorial del desarrollo humano 2002 – 2019, donde se observó el cambio y el avance que ha habido en el país entre 2002 y 2019 . El Departamento de Alta Verapaz se ubica en el vigésimo segundo , último lugar , entre los 22 departamnetos de Guatemala en materia del IDH. Alta Verapaz ha sido el departamento que más crecimiento ha presentado pasando de 0,427 a 0,560 entre 2002 y 2018 . Alta Verapaz posee 9 municipios con IDH Medio y 7 con IDH Bajo. Tactic tiene el más alto con 0,625 y el más bajo lo tiene Panzós con 0,506.
| N. | Municipio                   | IDH 2018 | IDH 2002 |
| -- | --------------------------- | -------- | -------- |
| 1  | Tactic                      | 0,625    | 0,499    |
| 2  | Cobán                       | 0,621    | 0,508    |
| 3  | Santa Cruz Verapaz          | 0,616    | 0,488    |
| 4  | San Juan Chamelco           | 0,601    | 0,450    |
| 5  | San Cristóbal Verapaz       | 0,592    | 0,474    |
| 6  | Tamahú                      | 0,569    | 0,400    |
| 7  | La Tinta                    | 0,564    | 0,419    |
| 8  | Raxruhá                     | 0,561    | 0,401    |
| 9  | Chahal                      | 0,552    | 0,422    |
| 10 | San Pedro Carchá            | 0,552    | 0,434    |
| 11 | Fray Bartolomé de las Casas | 0,548    | 0,433    |
| 12 | Chisec                      | 0,533    | 0,401    |
| 13 | Tucurú                      | 0,532    | 0,389    |
| 14 | Santa María Cahabón         | 0,525    | 0,395    |
| 15 | Lanquín                     | 0,517    | 0,396    |
| 16 | Senahú                      | 0,510    | 0,361    |
| 17 | Panzós                      | 0,506    | 0,383    |
| -  | Alta Verapaz                | 0,560    | 0,426    |

| N. | Municipio                   | IDH Según Indicadores | IDH Según Indicadores | IDH Según Indicadores |
| N. | Municipio                   | Salud                 | Educación             | Nivel de Vida         |
| -- | --------------------------- | --------------------- | --------------------- | --------------------- |
| 1  | Tactic                      | 0,840                 | 0,461                 | 0,630                 |
| 2  | Cobán                       | 0,777                 | 0,478                 | 0,643                 |
| 3  | Santa Cruz Verapaz          | 0,824                 | 0,460                 | 0,617                 |
| 4  | San Juan Chamelco           | 0,780                 | 0,464                 | 0,599                 |
| 5  | San Cristóbal Verapaz       | 0,778                 | 0,442                 | 0,602                 |
| 6  | Tamahú                      | 0,778                 | 0,407                 | 0,581                 |
| 7  | La Tinta                    | 0,730                 | 0,424                 | 0,579                 |
| 8  | Raxruhá                     | 0,700                 | 0,430                 | 0,585                 |
| 9  | Chahal                      | 0,709                 | 0,413                 | 0,576                 |
| 10 | San Pedro Carchá            | 0,722                 | 0,414                 | 0,564                 |
| 11 | Fray Bartolomé de las Casas | 0,720                 | 0,397                 | 0,576                 |
| 12 | Chisec                      | 0,713                 | 0,374                 | 0,566                 |
| 13 | Tucurú                      | 0,738                 | 0,385                 | 0,531                 |
| 14 | Santa María Cahabón         | 0,690                 | 0,371                 | 0,566                 |
| 15 | Lanquín                     | 0,673                 | 0,371                 | 0,553                 |
| 16 | Senahú                      | 0,692                 | 0,352                 | 0,543                 |
| 17 | Panzós                      | 0,712                 | 0,345                 | 0,527                 |
| -  | Alta Verapaz                | 0,739                 | 0,411                 | 0,578                 |

### Población que vive en el departamento según IDH
| N. | Municipio                   | IDH 2018 | Población | Según Desarrollo |
| -- | --------------------------- | -------- | --------- | ---------------- |
| 1  | Tactic                      | 0,625    | 38,052    | 786,500          |
| 2  | Cobán                       | 0,621    | 212,421   | 786,500          |
| 3  | Santa Cruz Verapaz          | 0,616    | 32,042    | 786,500          |
| 4  | San Juan Chamelco           | 0,601    | 57,456    | 786,500          |
| 5  | San Cristóbal Verapaz       | 0,592    | 68,819    | 786,500          |
| 6  | Tamahú                      | 0,569    | 19,984    | 786,500          |
| 7  | La Tinta                    | 0,564    | 40,516    | 786,500          |
| 8  | Raxruhá                     | 0,561    | 36,832    | 786,500          |
| 9  | Chahal                      | 0,552    | 235,275   | 786,500          |
| 10 | San Pedro Carchá            | 0,552    | 45,103    | 786,500          |
| 11 | Fray Bartolomé de las Casas | 0,548    | 66,141    | 446,997          |
| 12 | Chisec                      | 0,533    | 84,553    | 446,997          |
| 13 | Tucurú                      | 0,532    | 43,473    | 446,997          |
| 14 | Santa María Cahabón         | 0,525    | 64,911    | 446,997          |
| 15 | Lanquín                     | 0,517    | 24,099    | 446,997          |
| 16 | Senahú                      | 0,510    | 91,974    | 446,997          |
| 17 | Panzós                      | 0,506    | 71,846    | 446,997          |
| -  | Alta Verapaz                | 0,560    | 0,560     | 0,560            |

## Premio a la Verapaz
Tomando su nombre, por la connotación con el trabajo de derechos humanos y mediación intercultural realizado por Bartolomé de las Casas, el Instituto Guatemalteco de Cultura Hispánica (actualmente Centro Cultural de España en Guatemala) ha otorgado en diversas ocasiones el Premio a la Verapaz a guatemaltecos comprometidos con la promoción de los Derechos Económicos, Sociales y Culturales. Entre otros a Helen Mack, el obispo Juan Gerardi y Efraín Recinos.

## Ubicación geográfica
| Noroeste: El Quiché, departamento de Guatemala | Norte: El Petén, departamento de Guatemala                           |                                          |
| Oeste: El Quiché, departamento de Guatemala    |                                                                      | Este: Izabal, departamento de Guatemala. |
|                                                | Sur: Baja Verapaz, El Progreso, y Zacapa, departamentos de Guatemala |                                          |